# Vasstrondi
Vasstrondi är en by i Voss kommun i Vestland fylke i västra Norge. Byn ligger vid Europaväg 16, vid västra änden av sjön Oppheimsvatnet.
Byn utgjorde tidigare centralort i dåvarande Vossestrands kommun i Hordaland fylke.